# Гедареф
Гедареф (араб. القضارف) — місто на сході Судану. Є адміністративним центром однойменного штату. Населення — 354 927 осіб (за даними 2005 року).
Гедареф був заснований в 1820-х роках біженцями з Єгипту. Основне населення міста складають араби, нубійці та беджа.

## Географія
Гедареф розташований на сході країни, недалеко від кордону з Ефіопією, за 400 км на південний схід від столиці Судану — Хартума. З трьох сторін місто оточене горами; він розташувався на плоскій піднесеності на висоті близько 600 м над рівнем моря.

### Клімат
Місто знаходиться у зоні, котра характеризується кліматом помірних степів та напівпустель. Найтепліший місяць — квітень із середньою температурою 31.7 °C (89 °F). Найхолодніший місяць — січень, із середньою температурою 25 °С (77 °F).
| Клімат Гедарефа                           | Клімат Гедарефа | Клімат Гедарефа | Клімат Гедарефа | Клімат Гедарефа | Клімат Гедарефа | Клімат Гедарефа | Клімат Гедарефа | Клімат Гедарефа | Клімат Гедарефа | Клімат Гедарефа | Клімат Гедарефа | Клімат Гедарефа | Клімат Гедарефа |
| Показник                                  | Січ.            | Лют.            | Бер.            | Квіт.           | Трав.           | Черв.           | Лип.            | Серп.           | Вер.            | Жовт.           | Лист.           | Груд.           | Рік             |
| Середній максимум, °C                     | 34              | 36              | 39              | 40              | 40              | 37              | 33              | 31              | 33              | 36              | 37              | 35              | 35              |
| Середня температура, °C                   | 25              | 27              | 29              | 32              | 32              | 29              | 26              | 26              | 27              | 28              | 28              | 26              | 27              |
| Середній мінімум, °C                      | 17              | 18              | 21              | 23              | 25              | 23              | 21              | 21              | 21              | 21              | 21              | 18              | 20              |
| Норма опадів, мм                          | 0               | 0               | 0.5             | 3.7             | 21.2            | 86.1            | 176.5           | 181.5           | 82.1            | 28.7            | 2.4             | 0               | 582.7           |
| Днів з опадами                            | 0,1             | 0               | 0,2             | 0,9             | 4,5             | 9,4             | 10,7            | 13,2            | 7,7             | 3,5             | 0,6             | 0               | 50,8            |
| Вологість повітря, %                      | 34.7            | 27.9            | 24.4            | 22.4            | 31.9            | 46.6            | 62.6            | 68.5            | 62.5            | 48              | 33.9            | 35.5            | 41.6            |
| ----------------------------------------- | --------------- | --------------- | --------------- | --------------- | --------------- | --------------- | --------------- | --------------- | --------------- | --------------- | --------------- | --------------- | --------------- |
| Джерело: Weatherbase, Weatherbase (опади) |                 |                 |                 |                 |                 |                 |                 |                 |                 |                 |                 |                 |                 |

## Економіка
Гедареф є торговим центром, на якому продаються продукти сільського господарства, вирощені в околицях міста: сорго, кунжут, злакові, а також корм для худоби. У місті розвинена обробка  бавовни та інших матеріалів для тканин; діють миловарні.